# 三害玻璃介
三害玻璃介（学名：Candona chusanhai）为金星介科玻璃介屬下的一个种。